# Bagno Głusza
Rezerwat przyrody Bagno Głusza – faunistyczny rezerwat przyrody położony w gminie Koronowo, w powiecie bydgoskim (województwo kujawsko-pomorskie).
Utworzony w celu ochrony lasów, łąk, bagien, torfowisk i innych środowisk wodnych. Charakterystyczną cechą rezerwatu jest to, że jest miejscem gniazdowania wielu chronionych gatunków ptaków. Oprócz gleb torfowych i murszowych występują gleby bielicowe oraz piaski. Formację roślinną stanowi młody bór mieszany i świeży las mieszany. Często występują niewielkie skupiska brzóz, topoli oraz sosen. Na obszarach podmokłych wytworzyły się pasy szuwarów.
Obszar rezerwatu podlega ochronie czynnej.

## Flora
- starzec bagienny
- mozga trzcinowata
- manna mielec
- oczeret jeziorny
- pałka szerokolistna
- trzcina pospolita

Źródło:

## Fauna
- bąk
- bączek
- bocian biały
- bocian czarny
- trzmielojad
- kania czarna
- kania ruda
- błotniak stawowy
- błotniak zbożowy
- błotniak łąkowy
- zielonka
- rybitwa czarna
- rybitwa zwyczajna
- żuraw
- skowronek borowy
- gąsiorek
- brzegówka
- pokląskwa
- brzęczka
- trzciniak
- ortolan
- perkoz rdzawoszyi
- gęgawa
- cyraneczka
- krakwa
- płaskonos
- nurogęś
- wodnik
- sieweczka rzeczna
- czajka
- kszyk
- świergotek łąkowy
- słowik szary
- świerszczak
- strumieniówka
- rokitniczka
- remiz
- potrzos

Źródło:

## Podstawa prawna
- Rozporządzenie nr 32/2003 Wojewody Kujawsko-Pomorskiego z dnia 9 grudnia 2003 r. sprawie uznania za rezerwat przyrody (Dz. Urz. Woj. Kuj.-Pom. Nr 175, poz. 2844)
- Zarządzenie Regionalnego Dyrektora Ochrony Środowiska w Bydgoszczy z dnia 14 grudnia 2017 r. w sprawie rezerwatu „Bagno Głusza” (Dz. Urz. Woj. Kuj.-Pom. z 2017 r. poz. 5363)